# 袁應祺
袁應祺（1542年—？），字文穀，號肖海，直隸揚州府高郵州興化縣人，竈籍，明朝政治人物。

## 生平
隆慶四年（1570年）庚午科順天府鄉試第七名，萬曆二年（1574年）甲戌科會試第八十名，登三甲第二百二十二名進士。官户部主事，擢昌平道，未任，卒于京。

## 著作
著有《叩閽録》、《浮玉山人集》。

## 家族
曾祖袁傑；祖父袁潤，曾任知府；父袁孟龍，曾任濱州知州。母錢氏。慈侍下。